# Havdrup Station
Havdrup station er en af de oprindelige stationer på Sydbanen (fra 1924 Lille Syd). Stationbygningen fremstår i sit ydre stort set som i 1870.
Stationen havde fra ca. 1908 et Siemens & Halske mekanisk sikringsanlæg, der i 1985 blev udskiftet med et sikringsanlæg DSB type 1977 og der indførtes fjernstyring fra FC Roskilde. Anlæggene var – som i Tureby og Haslev – placeret i en karnap på stationsbygningen.
Sidespor og læssevej lå syd for stationsbygningen på samme side af hovedsporene som denne. I dag er sporanlægget reduceret til to togvejsspor.

## Stationsforstandere
- H.P.Johansen 1870-1879
- W.Müllertz 1/10-1879 – 30/11 1880
- J-P. Dorph 1/12-1880 – 30/11 1885
- H.H.Appel 1/1-1886 – 14/4 1892
- P.E.Erichsen 1/5 1892 – 31/3 1900
- A.T. Thorbjørnsen 1/5 -1900 – 30/6 1901
- C.V.T. Madsen 1/7 -1901 – 30/11 1906
- H.C Knauer 1/1 1907 8/1 1919
- M.Aasted /4 1919 – 30/4 1934
- H.M.C. Hener 1/5 1934 – 31/7 1939
- N.P.N. Nordestedgaard 1/9 1939 – 30/4 1951
- L.E.Nielsen 1/5 1951 – 19/8 1953
- P.Pind 1/11 1953 – 30/9 1967 (sidste Stationsforstander)

Johannes Jørgensen (Stationsmester) dato kendes ikke – stoppet ca. 1984

## Historiske antal rejsende
Ifølge den indtil 2008 afholdte Østtællingen (tal fra 2010 Trafikplan for den statslige jernbane 2012-2017 var udviklingen i antallet af dagligt afrejsende: 
| År   | Antal | År   | Antal | År   | Antal | År   | Antal |
| ---- | ----- | ---- | ----- | ---- | ----- | ---- | ----- |
| 1984 | 373   | 1993 | 433   | 2000 | 394   | 2005 | 414   |
| 1987 | 333   | 1995 | 329   | 2001 | 457   | 2006 | 384   |
| 1990 | 375   | 1996 | 330   | 2002 | 405   | 2007 | 544   |
| 1991 | 364   | 1997 | 332   | 2003 | 405   | 2008 | 340   |
| 1992 | 414   | 1998 | 337   | 2004 | 387   | 2010 | 1000  |